# Municipalità locale di Richmond
Richmond è una municipalità locale (in inglese Richmond Local Municipality) appartenente alla municipalità distrettuale di Umgungundlovu della provincia di KwaZulu-Natal in Sudafrica. 
In base al censimento del 2001 la sua popolazione è di 63.223 abitanti.
La sede amministrativa e legislativa è la città di Richmond e il suo territorio si estende su una superficie di 1.231  km² ed è suddiviso in 7 circoscrizioni elettorali (wards). Il suo codice di distretto è KZN227.

## Geografia fisica

### Confini
La municipalità locale di Richmond confina a nord con quella di Msunduzi, a est con quella di Mkhambathini, a sud con quella di Vulamehlo (Ugu), a sud e a ovest con quella di Ubuhlebezwe (Sisonke) e a ovest con quella di Ingwe (Sisonke).

### Città e comuni
- Arnold's Hill
- Byrne
- Esiphahleni
- Greenhill
- Hella Hella
- Nelsrus
- Ndaleni
- KwaMagoda
- Richmond
- Rosebank
- Thornville
- Vumakwenza

### Fiumi
- Lovu
- Mkomazi
- Mlazi
- Ngudwini
- Nhlavini
- Toleni
- Tolueni